# Cừu Herdwick

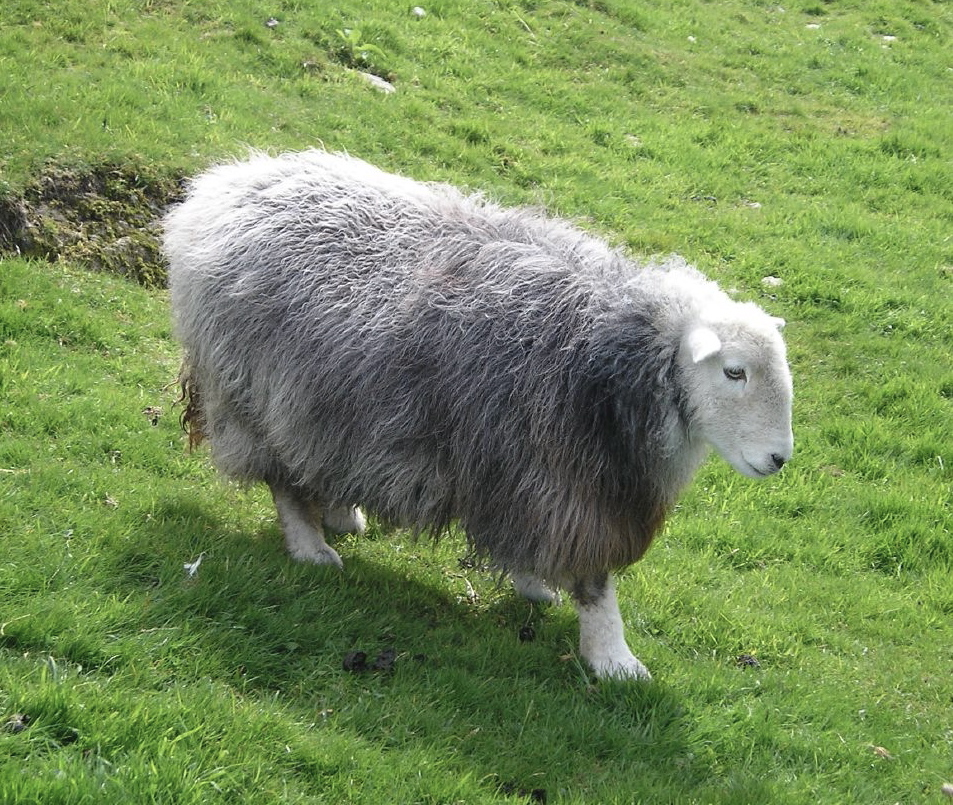
Một con cừu Herdwick trên đồng cỏ

Cừu Herdwick là một giống cừu bản địa của cừu nhà có nguồn gốc ở Lake District thuộc Cumbria ở Tây Bắc nước Anh. Cái tên "Herdwick" có nguồn gốc từ Herdvyck của từ Bắc Âu cổ, có nghĩa là "con chiên đồng cỏ". Đây là giống cừu chỉ có mặt duy nhất ở Anh. Chúng là giống cừu thông minh, chúng hiếm khi đi lang thang khỏi vùng đầm lầy quen thuộc và qua các thế hệ, chúng truyền cho nhau cách thích nghi tốt nhất với điều kiện môi trường khắc nghiệt.

## Tổng quan
Mặc dù khả năng sinh sản thấp và cảm nhận chất lượng len không bằng khi so với các giống cừu thương mại phổ biến hơn như cừu Merino, cừu Herdwicks được đánh giá cao vì sức khỏe của chúng, chúng có khả năng sống hoàn toàn dựa vào thức ăn gia súc, và xu hướng của chúng là tập tính lãnh thổ và không đi lạc trên địa hình vùng cao khó khăn của Lake District. Chúng được coi là có đến 99% của tất cả các con chiên Herdwick được nuôi thương mại ở miền Trung và Tây Lake District.
Chất lượng len của cừu Herdwick có những phẩm chất độc đáo liên quan đến độ bền, sợi loại lông dày thường sẽ nhô ra từ hàng may mặc tạo thành một lớp hàng rào bảo vệ trong những trận bão tuyết-nhiều khả năng các chất liệu tương tự để bảo vệ những con cừu trong điều kiện tương tự. Giống cừu này bị đe dọa bởi sự bùng nổ của bệnh lở mồm long móng ở Anh và xứ Wales vào năm 2001, các giống cừu đã sống sót do mục đích để bảo vệ động vật độc đáo này là một phần quan trọng của hội chợ nông nghiệp truyền thống. 

## Đặc điểm

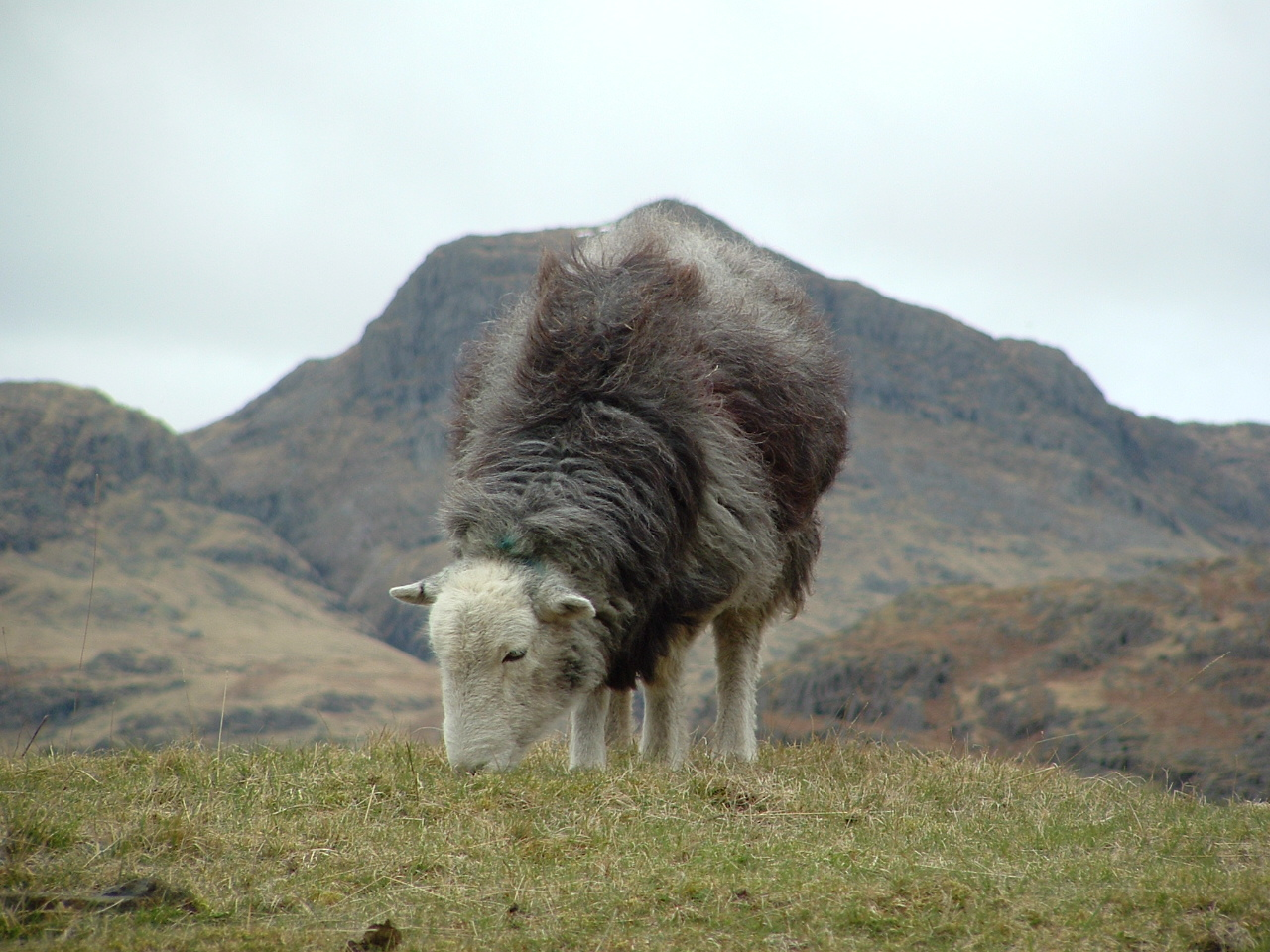
Một con cừu trên đồng cỏ

Cừu Herdwicks là một giống kiêm dụng hai mục đích, sản xuất thịt cừu nhiều, thơm và thịt cừu thô, chúng cho len màu xám. Giống này chậm trưởng thành nhưng là một trong những giống hiếu động nhất của tất cả các giống cừu đồi Anh, chịu mưa lạnh và không ngừng của Lake District ở độ cao lên tới 3.000 feet (khoảng 1.000 m). Hầu hết cừu Herdwicks dành mùa đông trên đầm lầy, từ khoảng tháng mười hai-tháng tư. Chúng thường được thả lại cho chăn thả tự do trên các sườn đồi (mà không có bất kỳ thức ăn bổ sung). Do điều kiện khó khăn về đầm lầy, trừu cái đẻ có thể cao tới 25%.
Lông của chúng có màu xám, không dễ nhuộm, và là thô, và như vậy là phù hợp nhất để sử dụng như là len thảm. Len cũng là một chất cách điện tự nhiên tuyệt vời. Thịt cừu Herdwick có một hương vị rất riêng biệt, và thậm chí nó còn là món ăn trong thực đơn ở bữa tiệc vào năm 1953 khi tổ chức lễ đăng quang Nữ hoàng Elizabeth II. Cừu Herdwick cừu cũng thường tạo ra giống thương phẩm theo mong muốn do lai giống với cừu Suffolk, cừu Cheviod, cừu Charollais và cừu Texel. Cừu Herdwick được sinh ra màu đen, và sau một năm chúng làm sáng một màu nâu sẫm. Sau khi cắt lớp lông đầu, lông cừu làm sáng thêm màu xám. Cừu đực có sừng, và cừu thì khuyết sừng.
Trán chúng phẳng, xương mũi lồi ra, chúng có hố nước mắt, mõm của chúng mỏng, môi hoạt động, răng cửa sắc, nhờ đó chúng có thể gặm được cỏ mọc thấp và bứt được những lá thân cây mềm mại, hợp khẩu vị trên cao để ăn. Chúng có thói quen đi kiếm ăn theo bầy đàn, tạo thành nhóm lớn trên đồng cỏ. Trong da chúng có nhiều tuyến mồ hôi và tuyến mỡ hơn dê. Bởi thế chúng bài tiết mồ hôi nhiều hơn và các cơ quan hô hấp tham gia tích cực hơn vào quá trình điều tiết nhiệt. Mô mỡ dưới da của chúng phát triển tốt hơn dê và ngược lại ở các cơ bên trong của chúng có ít tích lũy mỡ hơn dê. Chính vì vậy, thịt chúng nhiều nạc hơn thịt dê.

## Chăn nuôi

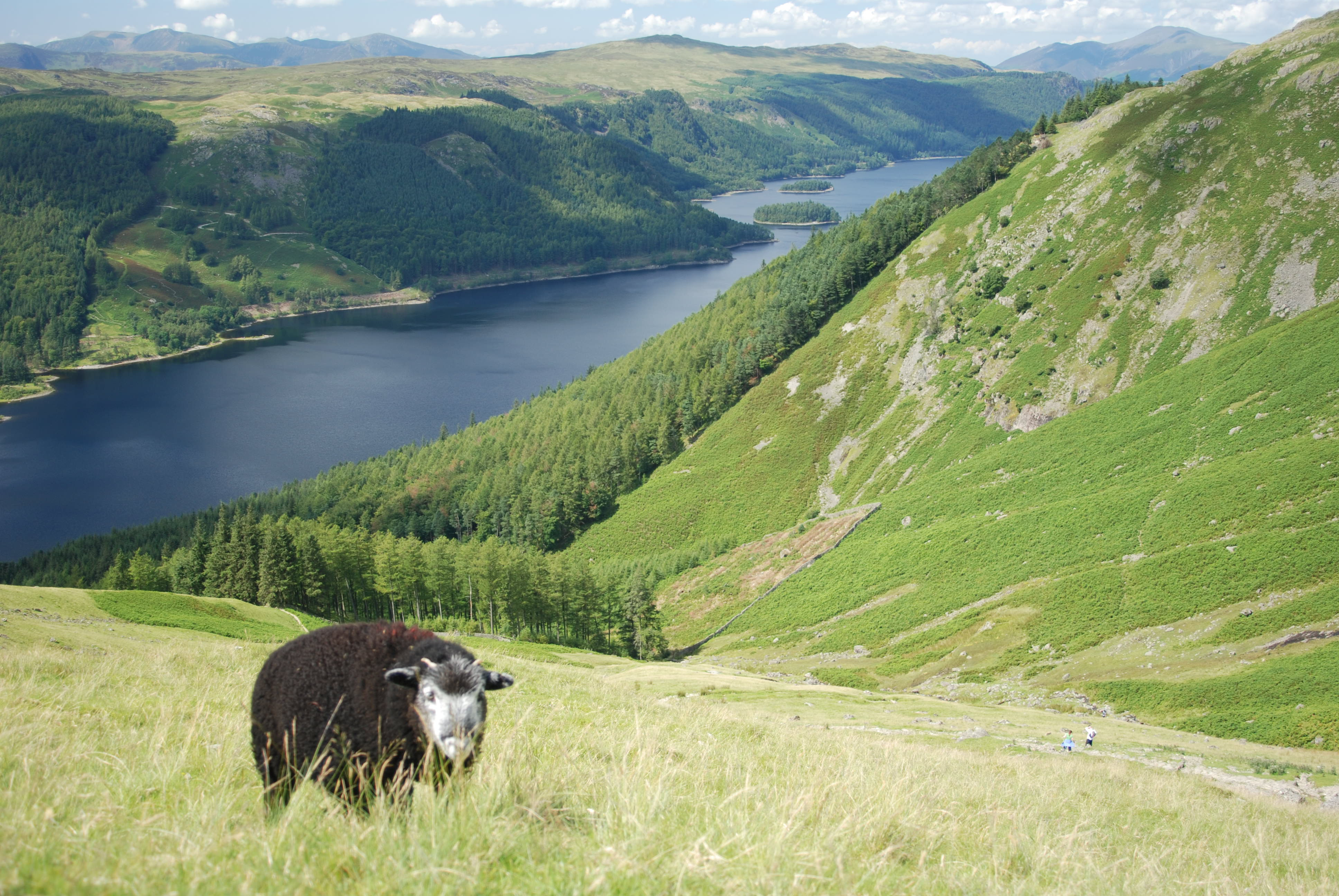
Cừu Herdwick hiếm khi đi lang thang khỏi vùng đầm lầy quen thuộc

Chúng có tính bầy đàn cao nên dễ quản lý, chúng thường đi kiếm ăn theo đàn nên việc chăm sóc và quản lý rất thuận lợi. Chúng cũng là loài dễ nuôi, mau lớn, ít tốn công chăm sóc. So với chăn nuôi bò thì chúng là vật nuôi dễ tính hơn, thức ăn của chúng rất đa dạng, thức ăn của chúng là những loại không cạnh tranh với lương thực của người. Chúng là động vật có vú ăn rất nhiều cỏ. Hầu hết chúng gặm cỏ và ăn các loại cỏ khô khác, tránh các phần thực vật có gỗ nhiều. Chúng có chế độ hoạt động ban ngày, ăn từ sáng đến tối, thỉnh thoảng dừng lại để nghỉ ngơi và nhai lại. Đồng cỏ lý tưởng cho chúng như cỏ và cây họ Đậu. Khác với thức ăn gia súc, thức ăn chính của chúng trong mùa đông là cỏ khô.
Chúng là loài ăn tạp, có thể ăn được nhiều loại thức ăn bao gồm thức ăn thô xanh các loại như: rơm cỏ tươi, khô, rau, củ quả bầu bí các loại, phế phụ phẩm công nông nghiệp và các loại thức ăn tinh bổ sung như cám gạo ngũ cốc. Mỗi ngày chúng có thể ăn được một lượng thức ăn 15-20% thể trọng. Chúng cần một lượng thức ăn tính theo vật chất khô bằng 3,5% thể trọng. Với nhu cầu 65% vật chất khô từ thức ăn thô xanh (0,91 kg) và 35% vật chất khô từ thức ăn tinh (0,49 kg). Khi cho chúng ăn loại thức ăn thô xanh chứa 20% vật chất khô và thức ăn tinh chứa 90% vật chất khô.
Nguồn nước uống là nhu cầu cơ bản của chúng. Lượng nước cần cho chúng biến động theo mùa và loại và chất lượng thực phẩm mà chúng tiêu thụ. Khi chúng ăn nhiều trong các tháng đầu tiên và có mưa (kể cả sương, khi chúng ăn vào sáng sớm), chúng cần ít nước hơn. Khi chúng ăn nhiều cỏ khô thì chúng cần nhiều nước. Chúng cũng cần uống nước sạch, và có thể không uống nếu nước có tảo hoặc chất cặn. Trong một số khẩu phần ăn của chúng cũng bao gồm các khoáng chất, hoặc trộn với lượng ít.

## Chăm sóc

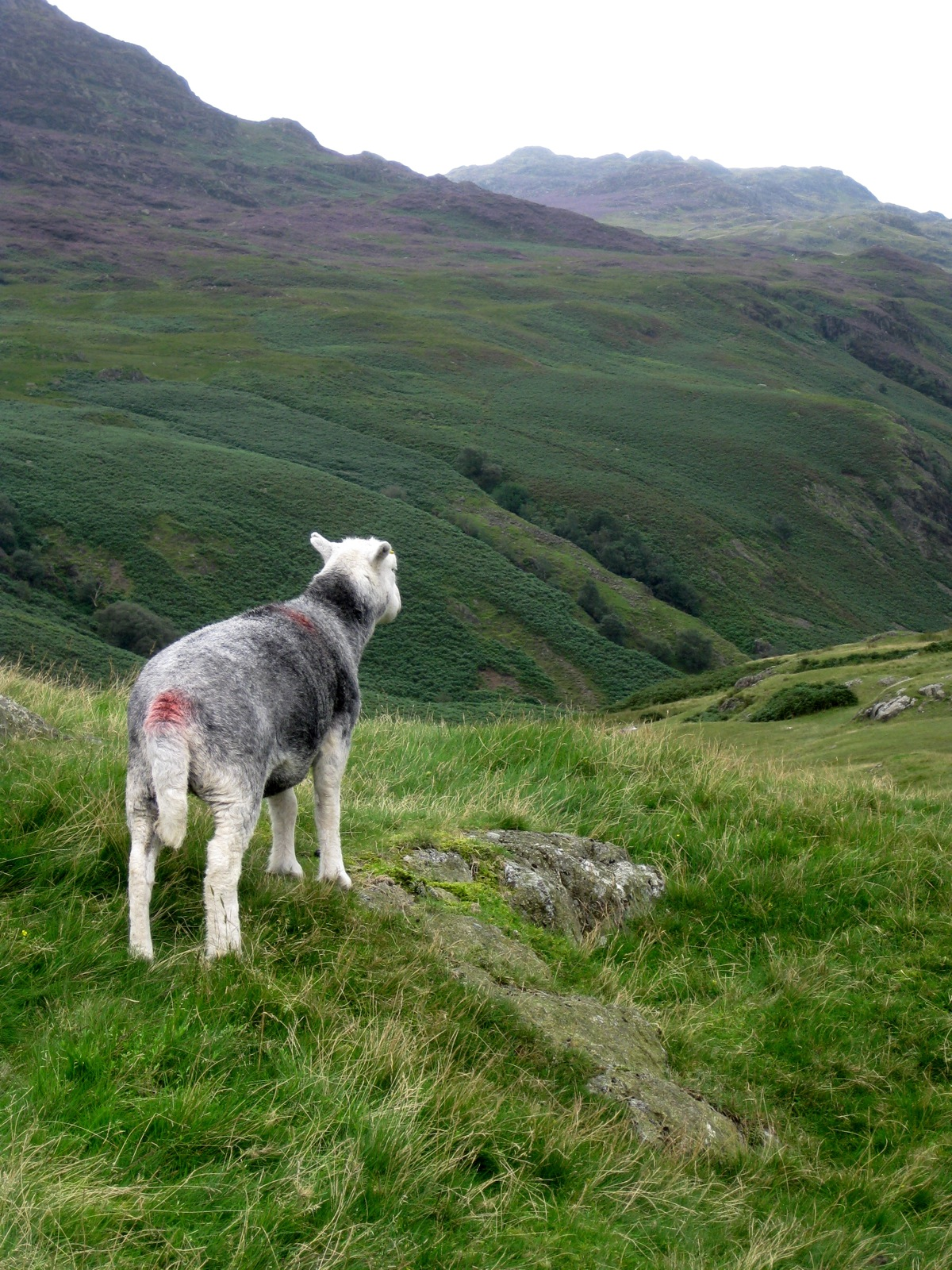
Một con cừu non

Sau khi cho phối giống 16-17 ngày mà không có biểu hiện động dục lại là có thể cừu đã có chửa, Căn cứ vào ngày phối giống để chuẩn bị đỡ đẻ cho cừu (thời gian mang thai của cừu 146-150 ngày) nhằm hạn chế cừu sơ sinh bị chết; Có thể bồi dưỡng thêm thức ăn tinh và rau cỏ non cho cừu có chửa nhưng tuyệt đối tránh thức ăn hôi mốc; Khi có dấu hiệu sắp đẻ (bầu vú căng, xuống sữa, sụt mông, âm hộ sưng to, dịch nhờn chảy ra, cào bới sàn…) nên nhốt ở chuồng riêng có lót ổ rơm và chăn dắt gần, tránh đồi dốc.
Thông thường cừu mẹ nằm đẻ nhưng cũng có trường hợp đứng đẻ, tốt nhất nên chuẩn bị đỡ đẻ cho cừu; Sau khi đẻ cừu mẹ tự liếm cho con. Tuy nhiên, vẫn phải lấy khăn sạch lau khô cho cừu con, nhất là ở miệng và mũi cho cừu con dễ thở. Lấy chỉ sạch buộc cuống rốn (cách rốn 4–5 cm), cắt cuống rốn cho cừu con và dùng cồn Iod để sát trùng; Giúp cừu con sơ sinh đứng dậy bú sữa đầu càng sớm càng tốt (vì trong sữa đầu có nhiều kháng thể tự nhiên); Đẻ xong cho cừu mẹ uống nước thoải mái (có pha đường 1% hoặc muối 0.5%).
Cừu con trong 10 ngày đầu sau khi đẻ cừu con bú sữa mẹ tự do; Từ 11-21 ngày tuổi cừu con bú mẹ 3 lần/ngày, nên tập cho cừu con ăn thêm thức ăn tinh và cỏ non, ngon; 80-90 ngày tuổi có thể cai sữa. Giai đoạn này phải có cỏ tươi non, ngon cho cừu con để kích thích bộ máy tiêu hóa phát triển (đặc biệt là dạ cỏ) và bù đắp lượng dinh dưỡng thiếu hụt do sữa mẹ cung cấp không đủ; Cừu sinh trưởng và phát triển nhanh, mạnh ở giai đoạn này.

## Bảo tồn
Đây là giống cừu đặc biệt, nước Anh từng lập ngân hàng gene bảo vệ cừu này. Trước nguy cơ lan rộng của đại dịch lở mồm long móng, các nhà khoa học Anh đã có kế hoạch thành lập Ngân hàng Gene Di sản, nhằm cứu các giống cừu quý hiếm, đặc biệt là cừu Herdwick. Trước kia, khi bệnh lở mồm long móng chưa hoành hành, trong quận có khoảng 100.000 cừu Herdwick.
Đến nay, 1/4 số cừu này đã chết, cần có hành động khẩn cấp để bảo vệ tất cả các loài cừu ở vùng Lake, đặc biệt là cừu Herdwick. Ngân hàng Gene Di sản đang thành lập một kho dự trữ tinh dịch, trứng và phôi của loài Herdwich. Bộ Nông Ngư nghiệp và Thực phẩm Anh cùng với một hiệp hội từ thiện đã hỗ trợ cho dự án này 90.000 USD. Trước mắt Ngân hàng Gene tập trung bảo vệ loài cừu Herdwichs, sau đó họ sẽ cố gắng cứu các loài khác khỏi nguy cơ tương tự.